# Локрін
Локрін (лат. Locrinus), відповідно до тверджень Джефрі Монмутського другий міфічний король Британії, старший син Брута Троянського, нащадок міфічного троянського героя Енея. Правив частиною Британії, що називалась Логрія, кордони якої приблизно відповідали межам сучасної Англії. Він помстився за смерть свого брата Албанакта, який був убитий легендарним королем гуннів Гумбером. Битва відбулась на берегах річки, на якій висадились гунни. Пізніше ця річка була названа Гумбер. Локрін захопив як трофей лише золото і срібло, знайдене на кораблях, а також полонену гуннами дочку короля германців Естрільду. Захоплення Естрільди розсердило Коріна, з дочкою якого Гвендоліною Локрін був заручений. Тому, Локрін був змушений одружитися з Гвендоліною, проте продовжував таємно кохати Естрільду, яку переховував у печері.
Локрін мав двох дітей: дочку Габрену від Естрільди та сина Мадана від королеви Гвендоліни. Після народження Мадана Локрін відіслав сина до його діда Коріна до Корнуолу. Дочекавшись смерті Коріна, Локрін покинув королеву Гвендоліну та проголосив королевою Естрільду. Королева Гвендоліна забрала у Корнуолі армію та виступила проти Локріна. Під час битви біля річки Стур Локріна було вбито.

## Родовід
- Скамандр, Засновник Троади
  -  Теукр, Цар Троади
    -  Батія, Цариця Троади
      -  Іл, Цар Троади
      -  Ерехтей, Цар Троади
        -  Трой, Цар Трої
          -  Іл, Цар Трої
            -  Лаомедонт, Цар Трої
              -  Пріам, Цар Трої
                -  Креуса, Цариця Трої, дружина Енея
                  -  Асканій Юл, Цар Альба-Лонга
                    -  Сільвій, Цар Альба-Лонга
                      -  Брут I Троянський, Король Британії
                        -  Локрін І, Король Британії